# پناهگاه صخره‌ای ۲ قیسوند
پناهگاه صخره‌ای ۲ قیسوند مربوط به دوران پارینه‌سنگی میانه و دوران پارینه‌سنگی جدید است و در شهرستان هرسین، بخش مرکزی، دهستان حومه، ۱/۵ کیلومتری شرق روستای قیسوند واقع شده و این اثر در تاریخ ۲۶ اسفند ۱۳۸۷ با شمارهٔ ثبت ۲۵۴۸۶ به‌عنوان یکی از آثار ملی ایران به ثبت رسیده است.